# Голос России (газета, Болгария)
«Голос России» — русскоязычная газета, издававшаяся в Болгарии русским эмигрантом, публицистом и общественно-политическим деятелем Иваном Лукьяновичем Солоневичем. Выходила с 1936 по 1938 год.

## История
Поселившись в Болгарии в 1936 году, Иван Солоневич сразу начал заниматься организацией издания собственной газеты, в которой он мог бы беспрепятственно излагать свои взгляды. Опыт в издательском деле у него имелся — до революции Солоневич работал в газете «Северо-Западная жизнь», издаваемой его отцом. По совету своего друга Бориса Калинникова, владевшего книжным магазином «Зарница» в Софии, он обратился к Всеволоду Константиновичу Левашову, начавшему своё дело в арендованной типографии «Рахвира». При содействии Левашова Солоневичу удалось получить в своё распоряжение убыточную газету «Голос Труда», орган Русского общетрудового союза в Болгарии.
Первый номер газеты под названием «Голос России» вышел 18 июня 1836 года. Формально должность редактора была оставлена за прежним хозяином газеты Н. И. Плавинским, который фактически выполнял функции корректора, являясь к тому же информатором «Внутренней линии» РОВСа, ведущей негласное наблюдение за братьями Солоневичами. Он был должен докладывать об издательской деятельности Солоневичей Клавдию Фоссу, адъютанту начальника 3-го отдела РОВС Ф. Ф. Абрамова. В газете принимали участие Б. Л. Солоневич, В. В. Шульгин, В. А. Ларионов, С. Л. Войцеховский, Б. А. Суворин, И. И. Колышко и др. Затем к газете присоединилась и жена Ивана Тамара, летом 1936 года переехавшая в Софию.
Солоневич изначально поставил задачи создания независимой, самостоятельной газеты, опирающейся только лишь на собственное финансирование, и не боялся остро полемизировать и подвергать критике любых авторитетов эмиграции. Так, он не позволял РОВСу вносить коррективы в материалы газеты, отказал К. В. Родзаевскому в предложении создать «единый фронт» русских газет за рубежом (хотя впоследствии всё-таки принял предложение Родзаевского о сотрудничестве). Нападкам подвергались многие аспекты деятельности Солоневича, начиная с новой орфографии, использовавшейся в газете. Открытый, бескомпромиссный стиль газеты вскоре пришёлся по душе простым читателям, и в дальнейшем Солоневич выработал свою концепцию того, для кого, по его мнению, предназначена его просветительская работа. В представлении Солоневича основная масса его сторонников — это некие эмигранты, которых он называл «штабс-капитанами», сознательно отстраняющиеся от политической борьбы, от партийных склок и амбиций эмигрантских вождей, но которые являются горячими патриотами России и готовы борьбе с большевизмом отдать все силы. Тираж газеты в скором времени возрос с 2000 до 10 000 экземпляров, и издательство стало окупаться. Вокруг газеты стал формироваться круг постоянных читателей, с которыми Солоневич вёл переписку (в газете существовал специальный раздел «Трибуна читателей», в котором публиковались письма в редакцию. Впоследствии сообщество читателей по инициативе Солоневича оформилось в «штабс-капитанское движение», доктринальным выражением идеологии которого стал труд «Белая империя» (на базе которого впоследствии была написана книга «Народная монархия»). При помощи внутриэмигрантских связей газета распространялась читателями по всему свету, на неё можно было оформить подписку в 38 странах, где существовали представительства в лице «кружков друзей „Голоса России“».
Деятельность Солоневича и издание газеты в частности вызывали негодование у советской власти. Так, полномочный представитель СССР в Болгарии Ф. Ф. Раскольников считал, что ни одна другая газета эмиграции не нанесла такого большого ущерба авторитету СССР, как «Голос России». Все материалы газеты тщательно просматривались чекистами, за Солоневичами было установлено постоянное наблюдение. Когда стало понятно, что устранить газету легальными методами не получится, было принято решение о ликвидации И. Л. Солоневича. 3 февраля 1938 года в редакции газеты прогремел взрыв, от которого погиб секретарь Николай Михайлов и Тамара Солоневич. Сам Иван Солоневич по случайности не пострадал, но понял, что дольше оставаться в Болгарии невозможно. Он переехал в Германию, передав издательское дело В. К. Левашову. Некоторое время «Голос России» выходил в прежнем формате, но 9 августа 1938 года вышел последний номер: газета была закрыта болгарским правительством после ноты советского полпредства по поводу «гнусных статей», направленных против СССР.